# Käthe Heinemann
Käthe Heinemann   (Spandau, 10 de novembre de 1891 - Spandau, 7 d'abril de 1975) fou una pianista i pedagoga musical alemanya.
Heinemann era filla del compositor Wilhelm Heinemann (1862–1952). Va créixer a Berlín-Spandau a la "Casa Heinemann" que porta el nom del seu pare a Behnitz núm.. 5 al costat de la resclosa de Spandau. El seu pare va ser el fundador del Conservatori Spandau. Wilhelm Heinemann va reconèixer el talent de la seva filla en una etapa inicial i va promoure la seva formació musical donant-li classes intensives. En particular, es notava la seva capacitat tècnica. Als deu anys va aparèixer per primera vegada en públic amb el seu propi concert; va ser sobrenomenada "Spandauer Wunderkind" pels crítics musicals. El compositor i pianista Eugen d'Albert va continuar la seva formació personalment, juntament amb alguns professors més.
Des de 1902 fins a almenys 1904 va rebre lliçons de l'estudiant de Liszt, Martha Remmert (1853-1941) a l'Acadèmia Franz Liszt de Berlín i Gotha. Des dels 14 anys, la mateixa Käthe Heinemann va treballar com a professora de música i professora de música per a estudiants de piano. El 1915 va rebre una tasca docent de piano al Conservatori Hüttner (Universitat de Música Hüttner) de Dortmund; va dirigir-hi la classe magistral durant dos anys, que normalment només impartien professors. El 1925 es va convertir en membre del comitè d'examen de la Universitat de Música de Berlín. Hertha Klust va ser una de les seves estudiants, que, entre d'altres, va acompanyar Dietrich Fischer-Dieskau.
Del 1920 al 1933 Heinemann va tenir un gran èxit com a pianista de concert. Va tocar com a solista amb, entre d'altres, amb la Filharmònica de Berlín, la Gewandhausorchester Leipzig, la Gürzenich-Orchestre Köln i la Filharmònica de Viena. Va treballar amb directors com Arthur Nikisch, Erich Kleiber, Carl Schuricht, Alfredo Casella i Karl Ristenpart. A principis de 1926 va tocar la part en solitari de l'estrena del Concert per a piano i orquestra (op. 72) de Paul Graener amb lOrquestra Filharmònica de Hagen dirigida per Hans Weisbach. Després de la Segona Guerra Mundial, va actuar com a solista juntament amb la Deutsches Symphonie-Orchester Berlin. (RSO) i lOrquestra de Cambra RIAS. El gener de 1948 va tocar lAppassionata en fa menor de Ludwig van Beethoven i la Revolutionsetüde de Frédéric Chopin; a més, va acompanyar l'actor i cantant Ernst Busch al piano en quatre cançons russes.
Heinemann va fer concerts i va ensenyar fins a la vellesa. Va donar concerts anuals per a la població a la seva ciutat natal, Spandau, tal com va fer el 25 de gener de 1935 a les sales de Bismarck de Koch. Quan va complir els 80 anys, va tocar el Concert per a piano núm. 4 de Ludwig van Beethoven amb la Haydn Orchestra Berlin.
Heinemann va morir el 1975 a l'edat de 84 anys a Spandau. Va ser enterrada al cementiri In den Kisseln [de] de Berlín-Spandau. Mentrestant, el lloc d'enterrament ha estat abandonat.
Heinemann va ser guardonat amb l'Orde del Mèrit de la República Federal d'Alemanya.

## Enregistraments
- Welte, Edwin, Bockisch, Karl. Reproduccions ordenades per artista i compositor. Freiburg i.Br.: M.Welte & Söhne, 1925. Números de rotllo: 3834, 3835, 3836, 3837, 3838, 3839, 3840, 3841, 3842, 3843, 3844, 3845, 3846, 3847, 3848, 3849, 3850, 3851, 3852, 3853
- Frédéric Chopin, Berceuse, Electrola Gesellschaft m.b.H, Nowawes i Berlín, núm. E.G.1465, (8-45522), cap al 2929
- Clemens Schmalstich, Konzertetude op.81, "Die Quelle", Electrola Gesellschaft m.b.H, Nowawes i Berlin, cat. E.G.1465, (8-45523), cap al 2929
- Kurt Stiebitz, Sonata en mi bemoll major, op. 76, per a piano, RIAS Berlin, enregistrat el 5 de juny de 1961, número d'ordre 213-802, emès el 12 de juny de 1961, arxiu: Deutschlandradio Kultur núm. 42-13802

## Honors
- 1972: Orde al Mèrit de la República Federal Alemanya